# Stargazing (Myles Smith)
Stargazing è un singolo del cantautore britannico Myles Smith, pubblicato il 10 maggio 2024 come primo estratto dal secondo EP A Minute....
È stato candidato come canzone dell'anno ai BRIT Awards 2025.

## Classifiche

### Classifiche settimanali
| Classifica (2024) | Posizione massima |
| ----------------- | ----------------- |
| Australia         | 11                |
| Austria           | 5                 |
| Belgio (Fiandre)  | 1                 |
| Belgio (Vallonia) | 3                 |
| Bielorussia       | 177               |
| Canada            | 11                |
| Danimarca         | 15                |
| Estonia           | 4                 |
| Francia           | 39                |
| Germania          | 7                 |
| Irlanda           | 5                 |
| Italia            | 54                |
| Kazakistan        | 96                |
| Libano            | 6                 |
| Lituania          | 71                |
| Lussemburgo       | 9                 |
| Norvegia          | 17                |
| Nuova Zelanda     | 13                |
| Paesi Bassi       | 5                 |
| Polonia           | 81                |
| Portogallo        | 44                |
| Regno Unito       | 4                 |
| Repubblica Ceca   | 18                |
| Singapore         | 28                |
| Slovacchia        | 29                |
| Stati Uniti       | 20                |
| Sudafrica         | 6                 |
| Svezia            | 7                 |
| Svizzera          | 5                 |
| Ucraina           | 178               |

### Classifiche di fine anno
| Classifica (2024) | Posizione |
| ----------------- | --------- |
| Portogallo        | 162       |